# Atlantoraja cyclophora
Atlantoraja cyclophora är en rockeart som först beskrevs av Regan 1903.  Atlantoraja cyclophora ingår i släktet Atlantoraja och familjen egentliga rockor. IUCN kategoriserar arten globalt som sårbar. Inga underarter finns listade.